# Érick Zonca
Érick Zonca (Orléans, 10 settembre 1956) è un regista e sceneggiatore francese.

## Biografia
Nato ad Orléans da genitori di origine italiana, si trasferisce a New York, dove vive di lavori saltuari prima di fare ritorno in Francia all'età di 30 anni, senza qualifiche o titoli di studio. Ottenuto uno stage per un film istituzionale, si mette in luce come aiuto regista del film di animazione Arthur. Dirige il suo primo cortometraggio (Rives) nel 1992, seguito da altri corti (Eternelles e Seule, entrambi premiati al Festival international du court métrage de Clermont-Ferrand), prima del suo debutto cinematografico con La vita sognata degli angeli, diretto a 42 anni, che ottiene un grandissimo successo e vince il premio César per il miglior film nel 1999. Nonostante il buon esito della pellicola deve attendere dieci anni prima di realizzare il suo secondo film. Nel frattempo realizza il mediometraggio Le Petit Voleur e lavora come regista pubblicitario. La sua seconda opera cinematografica, Julia (2008), si ispira al film di John Cassavetes Gloria ed è stato girato, secondo le dichiarazioni del regista, come reazione ai suoi problemi di alcolismo.

## Filmografia

### Cinema
- Rives, cortometraggio (1992)
- Eternelles, cortometraggio (1993)
- Seule, cortometraggio (1997)
- La vita sognata degli angeli (La vie rêvée des anges) (1998)
- Il piccolo ladro (Le Petit Voleur) (1999)
- Julia (2008)
- Black Tide - Un caso di scomparsa (Black Tide) (2018)

### Televisione
- White Soldier, film TV (2015)